# Боярский, Пётр Владимирович
Пётр Влади́мирович Боя́рский (21 апреля 1943, Москва — 21 декабря 2022, Москва) — советский и российский физик, географ, историк науки, писатель. Создатель, начальник и научный руководитель Морской арктической комплексной экспедиции (МАКЭ). Президент Фонда полярных исследований (с 1992), почётный полярник, почетный доктор САФУ.
Заместитель директора по научной работе Российского научно-исследовательского института культурного и природного наследия имени Д. С. Лихачёва (Институт Наследия) (1992—2016). Член редакционного совета и редколлегии изданного в 2017 году «Национального Атласа Арктики». С мая 2016 года — советник директора, руководитель отдела «Морская арктическая комплексная экспедиция и морское наследие России» и начальник МАКЭ Института Наследия. Председатель Комиссии географии полярных стран МГО Русского географического общества. Член президиума Московского Союза Новоземельцев, член Совета АСПОЛ России.
Впервые выдвинул идею комплексного выявления, изучения, сохранения и использования культурного и природного наследия (1986), идею создания единой международной системы особо охраняемых территорий (1990) и обосновал необходимость создания «Атласа культурного и природного наследия России» и «Атласа культурного, духовного и природного наследия Российской Арктики». Создатель науки о памятниках истории и культуры, которую в своих работах назвал впервые памятниковедением (1983—1986).

## Биография
По собственному утверждению, происходит из терских казаков.
Родился 21 апреля 1943 года в Москве. Отец Петра (в годы Великой Отечественной войны — начальник контрразведки 5-й армии) после расставания с его матерью не захотел разлучаться с сыном и выкрал 6-летнего мальчика и увез его в Чехословакию, где был главным военным советником. Мать, вновь вышедшая замуж за лётчика, служившего в авиаполку под командованием Василия Сталина, обратилась за помощью к командиру полка, и тот посоветовал ей написать письмо И. В. Сталину с просьбой вернуть сына (лично проследив, чтобы письмо дошло до адресата). В итоге — фактически по решению И. В. Сталина — Пётр вновь оказался с матерью. Затем по согласию родителей он жил в Печатниковом переулке Москвы и воспитывался вплоть до поступления в МИФИ у своей бабушки (матери отца).
Учился в школах № 234 и № 248 (в 10-м классе). В 1966 году окончил Московский инженерно-физический институт (МИФИ) по специальности «нейтронная физика и физика атомных реакторов».
Будучи студентом второго курса, познакомился с писателем Вениамином Кавериным, который зародил в нём интерес к Арктике и стал его литературным наставником. Поэтому одна из программ исследований МАКЭ с 1990 г. называлась «По следам Двух капитанов».
…Первая подаренная мне в детстве книжка была про плавание Папанина на льдине. А потом я, конечно, очень увлекся «Двумя капитанами» Каверина. И уже в 1963 году, будучи студентом, я послал ему свою повесть. Вышло так, что Вениамин Каверин стал моим наставником в литературе. Мы общались более 20 лет и иногда я заходил к нему в писательский дом на углу Лаврушинского. У него была квартира окнами на северную сторону, прямо на Кремль. Я тогда ещё не думал, что стану полярником (в первую экспедицию отправился в 43 года), а вышло так, что позже сам прошел маршрутами тех людей, с которых был списан образ главного героя «Двух капитанов» Татаринова. Это были Седов, Русанов и Брусилов, чьи экспедиции 1912 года кончились трагически. Я видел поставленные ими кресты, места их зимовок.
В 1966—1969 годах работал физиком-экспериментатором на ускорителях и реакторах. Соавтор нескольких статей по нейтронной физике. После этого бросил нейтронную физику и в 1969—1970 годах работал научным редактором Физматгиза. С 1970 по 1984 год был аспирантом и научным сотрудником Института истории естествознания и техники АН СССР (ИИЕИТ). В 1973 году защитил диссертацию «Французская политехническая школа и развитие прикладной механики в конце XVIII и в начале XIX в.» на соискание степени кандидата физико-математических наук. Занимался историей механики и физики во Франции в эпоху Наполеона, вопросами становления научных школ, творчеством К. Э. Циолковского. Затем — памятниками науки и техники, создав их первые систематизацию и классификацию. На общественных началах был заместителем председателя секции памятников науки и техники при Президиуме ЦС ВООПИК (председатель секции — вице-президент РАН академик Е. П. Велихов). Здесь и в ИИЕИТ часто общался с ведущими учеными страны, с писателями и космонавтами, которые в дальнейшем поддерживали многие его проекты. С 1984 года — руководитель отдела памятников истории и культуры Российского института культурологии. В 1986 году создал в этом институте сектор исследований Арктики, которым руководил здесь до 1992 года. Основная цель МАКЭ: поиск и выявление, изучение, сохранение, мониторинг и использование уникальных объектов культурного и природного наследие в Арктике и на Соловецких островах; проведение историко-географических экспериментов в Северном Ледовитом океане по маршрутам первопроходцев и первооткрывателей, путешественников и исследователей с древних времен и до конца XX века.
Создатель, начальник и научный руководитель с 1986 года Морской арктической комплексной экспедиции (МАКЭ), президент Фонда полярных исследований (с 1992). Представитель от России в Международном комитете полярного наследия при ИКОМОС.
С 1992 по 2016 гг. — один из создателей и заместитель директора по научной работе Российского научно-исследовательского института культурного и природного наследия имени Д. С. Лихачёва (Института Наследия), и 33 года (1986—наст. вр.) начальник и научный руководитель МАКЭ в её ежегодных исследованиях на многих островах, на всех архипелагах и материковом побережье Российской Арктики. С 2016 г. советник директора и руководитель отдела «Морская арктическая комплексная экспедиция и морское наследие России», начальник МАКЭ Института Наследия. МАКЭ выявлено более 1500 объектов культурного и природного наследия в Арктике с древнейших времен и до конца XX века. Это и древние святилища народов Севера; остатки старинных поморских арктических судов, православные многометровые обетные и приметные деревянные кресты; гурии и маяки различного периода; могилы и зимовья первопроходцев; руины православных церквей и часовен; остатки лагерей отечественных и зарубежных исследователей, начиная с 16-го века, их снаряжение, оборудование; полярные станции; объекты ГУЛАГА и Великой Отечественной войны; объекты, связанные с созданием и испытанием ядерного оружия на Центральном полигоне РФ на Новой Земле; объекты, связанные с пропавшими экспедициями различных периодов и т. д. И природные уникальные объекты: ландшафты, горы и ледники, тундра, морские течения, айсберги. растительность и животный мир, наземные и морские млекопитающие, птицы, птичьи базары, реки и озера, В этой действительно комплексной экспедиции участвуют археологи, архитекторы, историки, этнографы, социологи, психологи, медики, географы, картографы, геодезисты, экологи, океанологи, геологи, специалисты по космическому веществу, гляциологи, ботаники, биологи (изучается животный мир Арктики), радиоэкологи, метеорологи, судоводители, команды ледоколов и судов ледового класса, экипажи вертолётов и самолётов и др. Работы МАКЭ проводятся в морях Северного Ледовитого океана с использованием в автономном режиме спасательных шлюпок, яхт, маломерных судов, а последнее десятилетие и ледоколов с судовым вертолётом МИ-8.
Доктор исторических наук (1998)[уточнить]. Впервые выдвинул идею комплексного выявления, изучения, сохранения культурного и природного наследия (1986) и идею создания единой международной системы особо охраняемых территорий (1990). Впервые в 1990 г. расширил временные рамки объектов культурного наследия с древнейших времён и вплоть до начала XXI века. По инициативе Петра Боярского в 2009 году на севере архипелага Новая Земля создан национальный парк «Русская Арктика». Первым выдвинул и обосновал идею создания на острове Вайгач национального парка «Хэбидя Я» (Святая Земля). Создатель новой науки — общего памятниковедения, включающего и памятниковедение науки и техники. И нового научного направления исследований: историко-географических экспериментов в Арктике («По следам арктических экспедиций»). Впервые выдвинул идеи создания «Атласа культурного и природного наследия России» и «Атласа культурного и природного наследия Арктики» и реализовал их с 1996 г. в изданиях карт и книг-приложений к ним по Новой Земле, острову Вайгач, Соловецкому архипелагу (совместно с В. П. Столяровым) и Земле Франца-Иосифа и в разделе «Культурное, духовное и природное наследие» Национального Атласа Арктики (2017 г.). Автор и инициатор программы «Память Российской Арктики» по установке памятных знаков (традиционных в Арктике многометровых восьмиконечных крестов и современных металлических пирамид). Своими теоретическими и прикладными исследованиями П. В. Боярский впервые заложил основу полевых работ по комплексному выявлению, изучению, сохранению, пропаганде и использованию культурного и природного наследия Арктики с древнейших времен до конца XX века — не только для МАКЭ, но и для других полярных научных экспедиций, приступивших к указанным исследованиям намного позже, не более десяти лет тому назад. Автор более 100 научных работ, в том числе 5 монографий. Член Совета АСПОЛ России.
Тренер и судья республиканской категории по конному спорту, автор книги «Седлайте коней» и пособия по верховой езде.
В 2014 году подписал Коллективное обращение деятелей культуры Российской Федерации в поддержку политики президента РФ В. В. Путина на Украине и в Крыму.
Скончался 21 декабря 2022 года.

### Семья
- Холост[2].
- Сын, дочь, два внука и внучка[2].

### Участие в творческих и общественных организациях
- Член Союза писателей России[6].
- Один из учредителей и член президиума Московского союза новоземельцев[2].
- С 1987 года член Русского географического общества.
- Председатель Комиссии географии полярных стран МГО Русского географического общества.
- Заместитель по науке Экспедиционного центра Русского географического общества.
- Член Совета Ассоциации полярников (АСПОЛ) России.
- Почетный член Ломоносовского Фонда.
- Член Редсовета и Редколлегии «Национального Атласа Арктики».

## Награды и премии
- Почётный полярник[6]
- Европейская премия Генри Форда за сохранение культурного наследия и окружающей среды Арктики (1996/1997)[6]
- Почетный доктор Северного (Арктического) федерального университета имени М. В. Ломоносова (2016)
- Почетный сотрудник Архангельского краеведческого музея (2018)
- Государственная награда: медаль «300 лет Российскому Флоту»
- Патриаршая награда: медаль «Святого равноапостольного князя Владимира» (2015)
- Награждён медалью «В память 850- летия Москвы»
- Награждён отраслевыми медалями Минатома и Росатома, Центрального полигона РФ за вклад в выявление и изучение объектов культурного наследия и памятников истории создания ядерного оружия на боевых полях их испытаний на Новой Земле

### Основные публикации Петра Боярского

#### Книги и монографии
- Боярский П. В. Седлайте коней!: [Для сред. и ст. шк. возраста] / [Рис. Н. Федоровой]. — М.: Детская литература, 1983. — 159 с.
- Боярский П .В. Классификация памятников истории науки и техники. М.. ГИМ. 1980.
- Боярский П .В. Методические рекомендации по теоретическим основам выявления, изучения и использования памятников науки и техники. М., 1981.
- Боярский П .В. Памятники науки и техники в контексте культуры. М.. Информкультура, 1989.
- Боярский П. В. Введение в памятниковедение (монография) / Советский фонд культуры, Центр «Культура и Мировой океан» ТПО СФК и др. — М.: Центр «Культура и Мировой океан», 1990. — 218 с.
- Боярский П. В. Программа комплексных исследований историко-культурной и природной среды Арктики Морской арктической комплексной экспедиции НИИ культуры. 1986—2000 гг. М., 1989. — 136 с.
- Боярский П. В. Морская арктическая комплексная экспедиция. Комплексные исследования историко-культурной и природной среды Арктики (монография). М.. 1990. — 80 с.
- Боярский П. В. и др. Белушья Губа — столица полярного архипелага Новая Земля / под общ. ред. П. В. Боярского. М.. 1997.
- Боярский П. В. Ecole Polytechnique. Развитие механики во Франции в конце XYIII и начале XIX веков (монография). М., 1997.
- Боярский П. В. Седлайте коней!: [Для сред. и ст. шк. возраста] / [Рис. Н. Федоровой]. — М.: Детская литература, 1994 переиздание) — 157 с.
- Боярский П. В. и др. История освоения полярного архипелага Новая Земля / под общ. ред. П. В. Боярского. М.. 2005.
- Боярский П .В. История освоения арктического архипелага Новая Земля (монография). Архангельск, САФУ, 2015 г. — 102 с.
- Разделы монографий и статьи:
- Боярский П. В. Классификация памятников науки и техники // Памятники науки и техники. 1981. М.. Изд-во Наука, 1981. С. 12 — 27.
- Боярский П. В. Перспективы развития памятниковедения // Памятниковедение. Теория, методология, практика. М., 1986.
- Боярский П. В. Проблемы функционирования памятников науки и техники // Памятник и современность. Вопросы освоения историко-культурного наследия / отв. ред. В. И. Батов. М.,1987. С. 61- 74.
- Боярский П. В. Теоретические основы памятниковедения науки и техники // Памятниковедение науки и техники: теория, методика, практика / отв. ред. П. В, Боярский. М., 1988. С. 46 — 87.
- Боярский П. В. Комплексное изучение историко-культурной и природной среды Крайнего Севера (постановка проблемы) // Проблемы изучения историко-культурной среды Арктики / под общ. ред. П. В. Боярского. М., 1990.
- Боярский П. В. По следам первопроходцев Арктики // Известия культуры России. Информационный сборник № 4. М., 1990. С. 30 — 36.
- Боярский П .В. Теория и практика исторического эксперимента // Исторический эксперимент. Теория, методология, практика / отв. ред. П. В. Боярский. М., 1991, С. 9 — 56.
- Боярский П. В. Памятники истории и культуры Крайнего Севера (По следам первопроходцев Арктики) // Панорама культурной жизни стран СНГ, Балтии и Закавказья. № 7, Информационное сообщение № 4. М.,Российская государственная библиотека, НИО Информкультура, 1993. С. 1 — 17.
- Боярский П. В. Исследования Морской арктической комплексной экспедиции (МАКЭ) памятных мест на Новой Земле, связанных с экспедицией и зимовкой голландского мореплавателя Виллема Баренца // Виллем Баренц на Новой Земле. Коллекция находок с места зимовья голландского мореплавателя Виллема Баренца (1596—1597 гг.). Новая Земля, Ледяная Гавань. Экспедиция П. В. Боярского 1992—1995 гг. / отв. ред. Е. Дмитриева. М., 1996. — С. 3 — 32.
- Боярский П. В. и др. Парк Виллема Баренца на Новой Земле. На русск. и англ. с илл. М., 1998.
- Новая Земля. Природа. История. Археология. Культура. Книга 2. часть 1. Культурное наследие. Радиоэкология. Труды Морской арктической комплексной экспедиции.
- Новая Земля. Природа. История. Археология. Культура. Книга 1. Природа. Труды Морской арктической комплексной экспедиции.
- Остров Вайгач, Хэбидя Я — священный остров ненецкого народа. Природное и культурное наследие. М., Институт наследия. 2000.
- Соловецкие острова. Духовное и культурное наследие. Карта для паломников и туристов. М., Институт Наследия. 2001.
- Полярный архив. Том 1. Труды морской арктической комплексной экспедиции под общей редакцией П. В. Боярского. М., 2003.
- Соловецкие острова. Духовное и культурное наследие. Карта для паломников и туристов. Масштаб 1:50 000. М., Институт Наследия. 2004.
- Боярский П. В. Исторический эксперимент в современных историко-географическихисследованиях (Опыт МАКЭ) // Коч -русское полярное судно6 проблемы исследования и реконструкции /отв. ред. П. В. Боярский и П. М. Шульгин. М., Институт Наследия, 2000. С. 47 — 52.
- Остров Вайгач. Книга 1. Памятники освоения Арктики. М., 2000.
- Новая Земля. Природа, история, археология, культура. Кн. 2, часть 2. М., 2000.
- Коч — русское полярное судно: проблемы, исследования и реконструкции. М., 2000.
- Поселок Белушья Губа — столица полярного архипелага Новая Земля (1897—1997 гг.). М., 1997.
- На Север с Баренцем. Совместные Российско-Голландские комплексные археологические исследования на Новой Земле в 1995 году. На русск. и англ. Амстердам, 1997.
- Соловецкие острова. Остров Большая Муксалма.
- Карта «Новая Земля. Природное и культурное наследие». Масштаб 1:1000 000; карта-врезка к ней «История открытий и исследований», масштаб 1:2500 000. М., Институт наследия. 1995.
- Карта «Остров Вайгач. Природное и культурное наследие. Хэбидя Я — священный остров ненецкого народа». Масштаб 1:200 000. М., Институт Наследия. 2000.
- Новая Земля. Том 1. Книга 1. Труды Морской Арктической комплексной экспедиции. М., 1993.
- Новая Земля. Том 1. Книга 2. Выпуск II. Труды Морской Арктической комплексной экспедиции. М., 1993.
- Новая Земля. Том 2. Выпуск III. Труды Морской Арктической комплексной экспедиции. М., 1993.
- Новая Земля. Том 3. Выпуск IV. Труды Морской Арктической комплексной экспедиции. М., 1994.
- Новая Земля: концепция формирования системы особо охраняемых природных и историко-культурных территорий. М., 1994.
- Соловецкие острова. Остров Большая Муксалма. Колл. авт.. М., 1996.
- Boyarsky P. V., Gawronski J. H. G. et al. Northbound With Barents. Russian-Dutch Integrated Archaeological Rescarch on the Archipelago Novaya Zemlya/ Amsterdam, 1997. — 255 с.
- Новая Земля. Природа. История. Археология. Культура. Книга 1. Природа. Труды Морской арктической комплексной экспедиции. Колл.авт. М., 1998.
- Новая Земля. Природа. История. Археология. Культура. Книга 2, часть 1. Культурное наследие. Радиоэкология. Труды Морской арктической комплексной экспедиции. Колл. авт. М., 1998.
- Парк Виллема Баренца на Новой Земле. М., Институт Наследия. 1998.
- Боярский П. В. Русский крест в сакральном пространстве Арктики // Ставрографический сборник. М., Изд-во Московской Патриархии, 2001. Кн. 1. С. 13 — 51.
- Послесловие // На юг, к Земле Франца-Иосифа. М., 2007.
- Боярский П. В. Маршрутами В. Ю. Визе и героев его книги // Визе В. Ю. Моря Российской Арктики/ под общ. ред. П. В. Боярского и Ю. К. Бурлакова. Том 2. М., Изд-во «Европейские издания — Paulsen», 2008. С. 253—311.
- Новая Земля. Серия «Острова и архипелаги Российской Арктики» /монография под общ. ред. П. В. Боярского. М.," Европейские издания- Paulsen", 2009. — 410 с.,илл. 337.
- Вайгач. Остров арктических богов. Серия «Острова и архипелаги Российской Арктики» /монография под общ. ред. П. В. Боярского. М., «Paulsen», 2011. — 576 с., илл. 671.
- Боярский П. В. Историко-географические эксперименты и исследования МАКЭ по маршрутам плавания Виллема Баренца // Херрит де Вейр. Арктические плавания Виллема Баренца 1594—1597 гг. / перевод И. М. Михайловой со староголландского; под общ. ред. П. В. Боярского. М., "Рубежи XXI, 2011. С. 243—268.
- Земля Франца-Иосифа. Серия «Острова и архипелаги Российской Арктики» / монография под общ. ред. П. В. Боярского. М., «Paulsen», 2013. — 680 с., илл. 768.
- Боярский П. В. По следам художника А. А. Борисова // Борисов А. А. У самоедов. От Пинеги до Карского моря ; В стране холода и смерти / репринтное издание под общ. ред. П. В. Боярского. М.. Paulsen, 2013. С. 263—287.
- Боярский П. В. История освоения арктического архипелага Новая Земля. Монография. Архангельск: САФУ, 2015. — 103 с.: илл.
- Боярский П. В., Бурлаков Ю. К. Первый живописец Арктики. Александр Алексеевич Борисов. М.: Паулсен, 2017. — 33 с.: илл.
- Русская Арктика: в 2-х томах. Т.I. Освоение Арктики / В. М. Блинов, П. В. Боярский, Ю. К. Бурлаков [и др.]; под общ. ред. начальника МАКЭ профессора П. В. Боярского. М.; Издательский дом «Рубежи ХХI», 2016. — 332 с.: илл.

#### Интервью
- Пётр Владимирович Боярский в гостях у Олега Битова и Екатерины Марковой (недоступная ссылка) // Маяк. — 2010. — 21 февраля.
- Насибов Ашот, Фельгенгауэр Татьяна. Россия в борьбе за Арктику // Эхо Москвы. — 2010. — 4 апреля.
- Быков Михаил. История Арктики // Финам FM. — 2010. — 19 августа.
- Скребцова Анастасия. Интервью с Петром Владимировичем Боярским // Помор Фильм. — 2011. — 18 марта.

### О Петре Боярском
- Можаев Александр. Окна на север (недоступная ссылка) // Большой город. — 2006. — 1 февраля.
- Можаров Анатолий. Обретение Арктики. 18 июля // Живой Журнал. — 2009. — 25 ноября.